# Skäggräs
Skäggräs (Polypogon monspeliensis) är en gräsart som först beskrevs av Carl von Linné, och fick sitt nu gällande namn av René Louiche Desfontaines. Skäggräs ingår i släktet skäggrässläktet, och familjen gräs. Inga underarter finns listade i Catalogue of Life.

## Bildgalleri

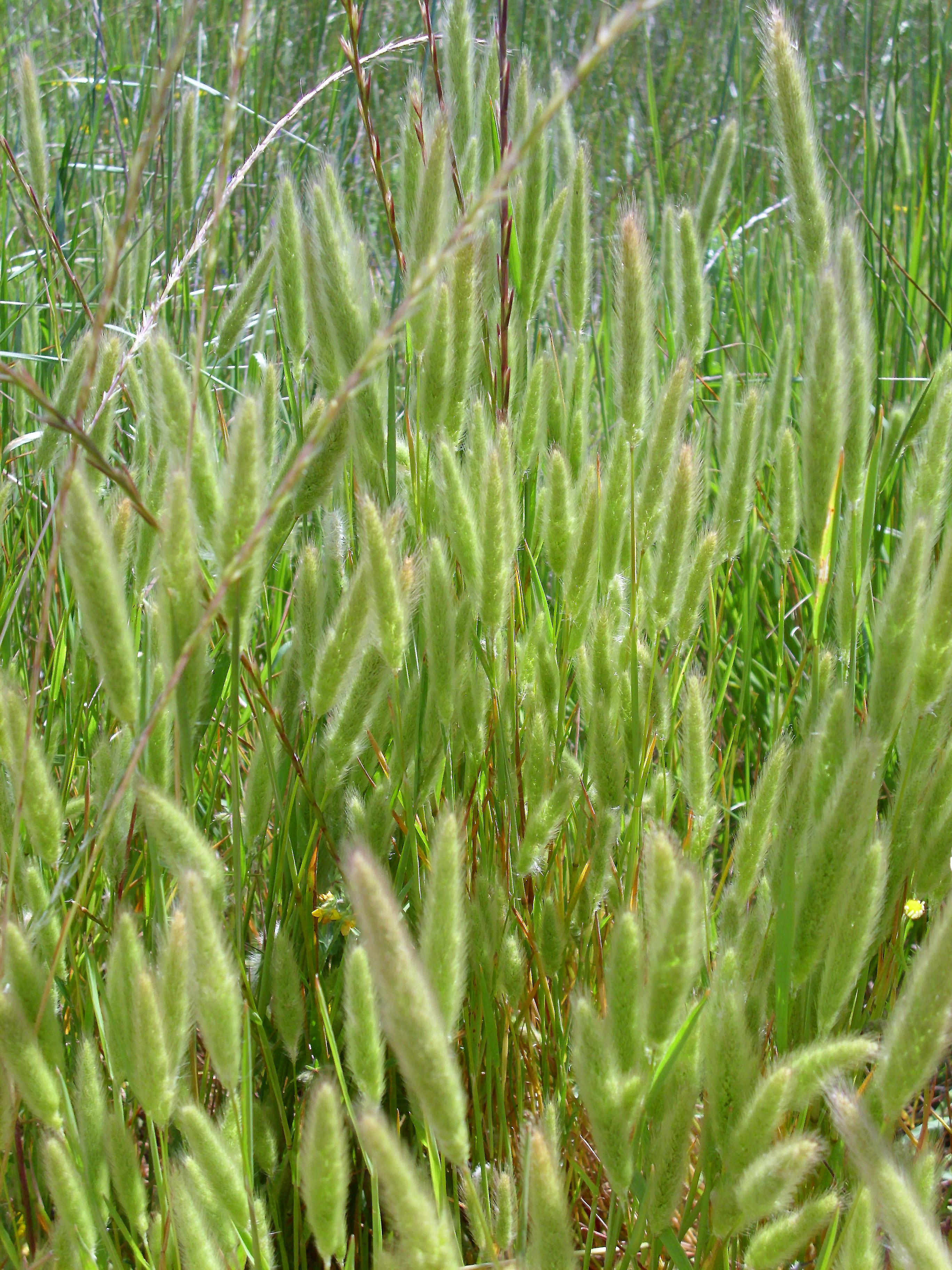
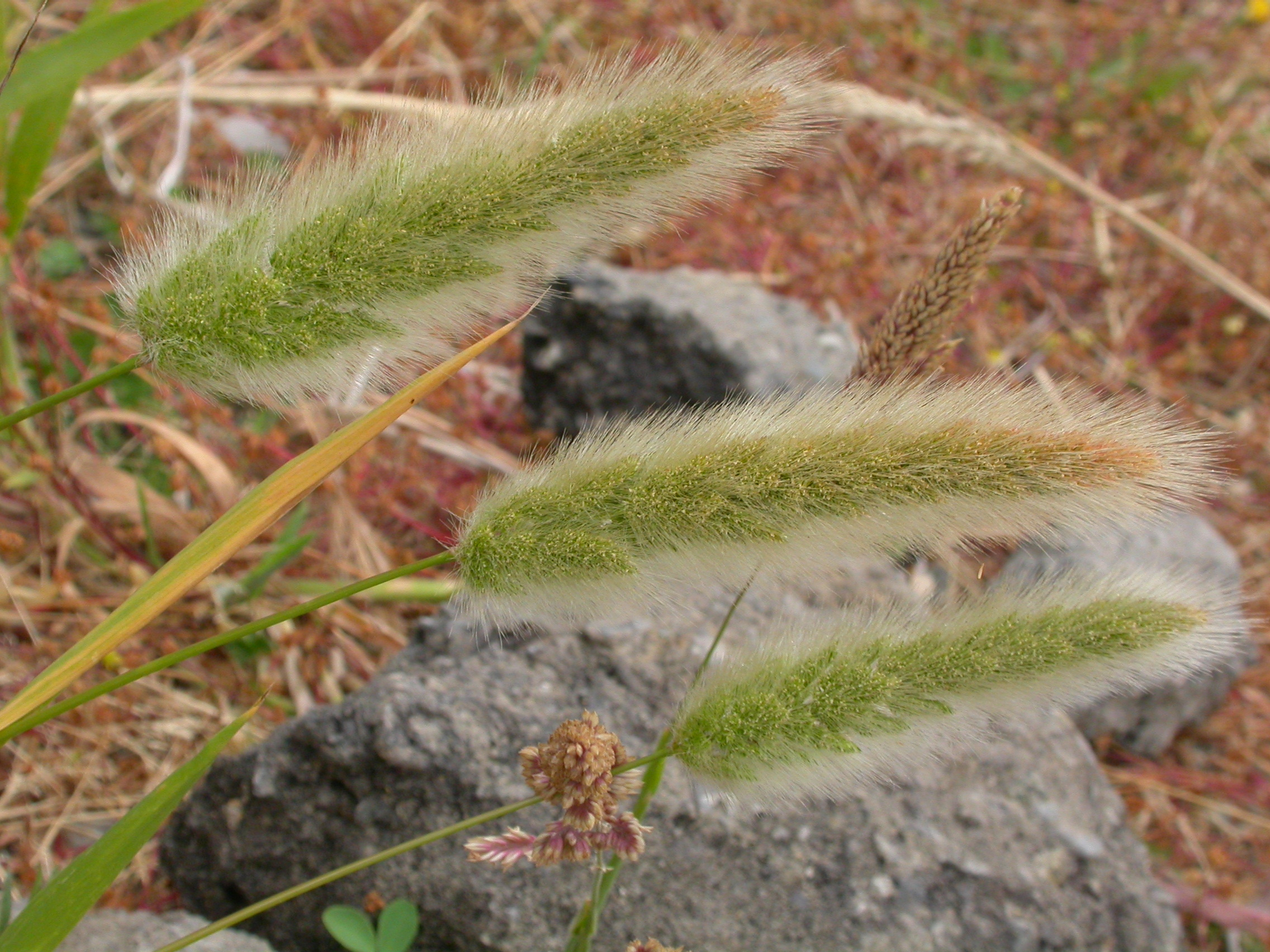
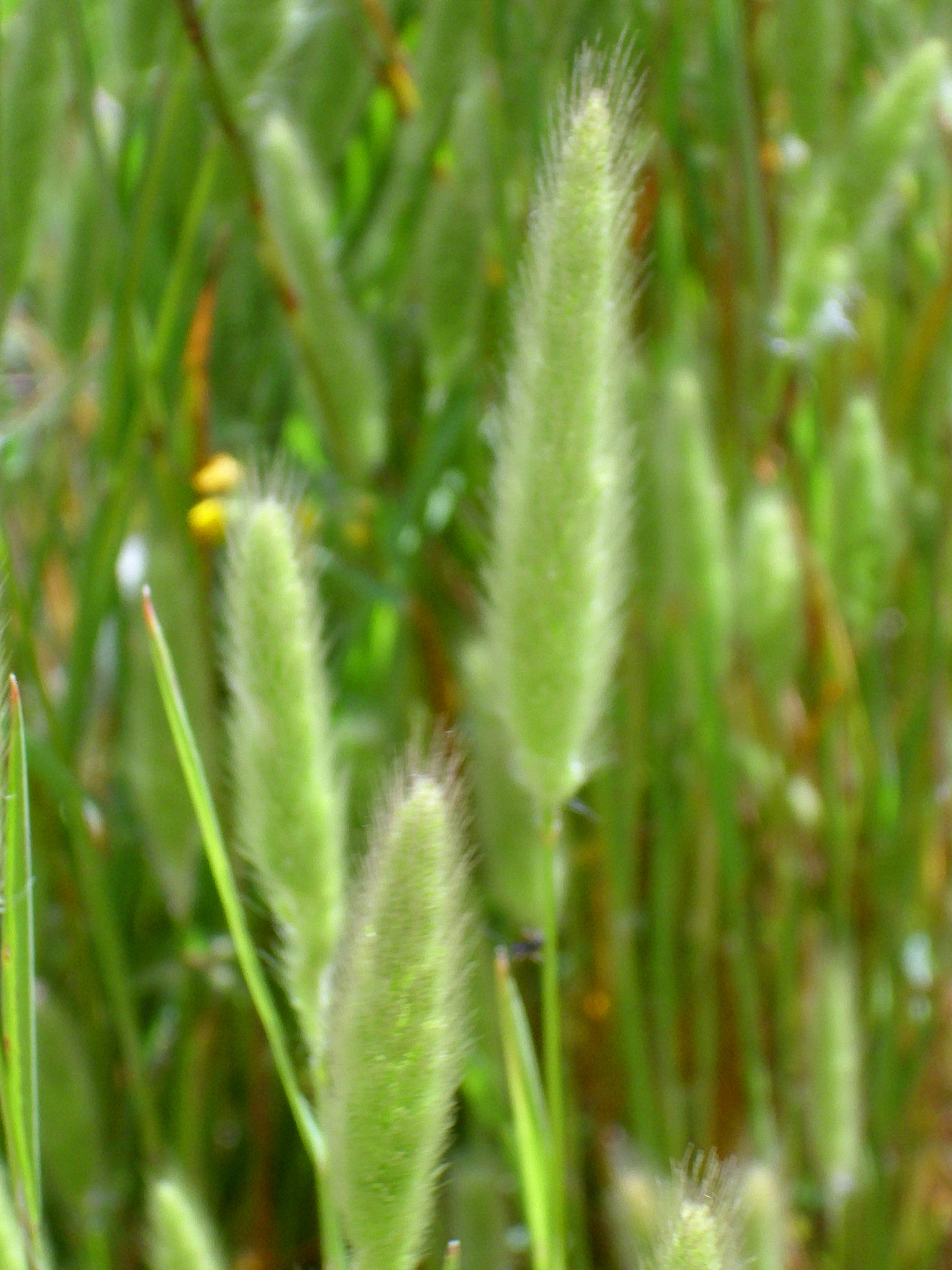
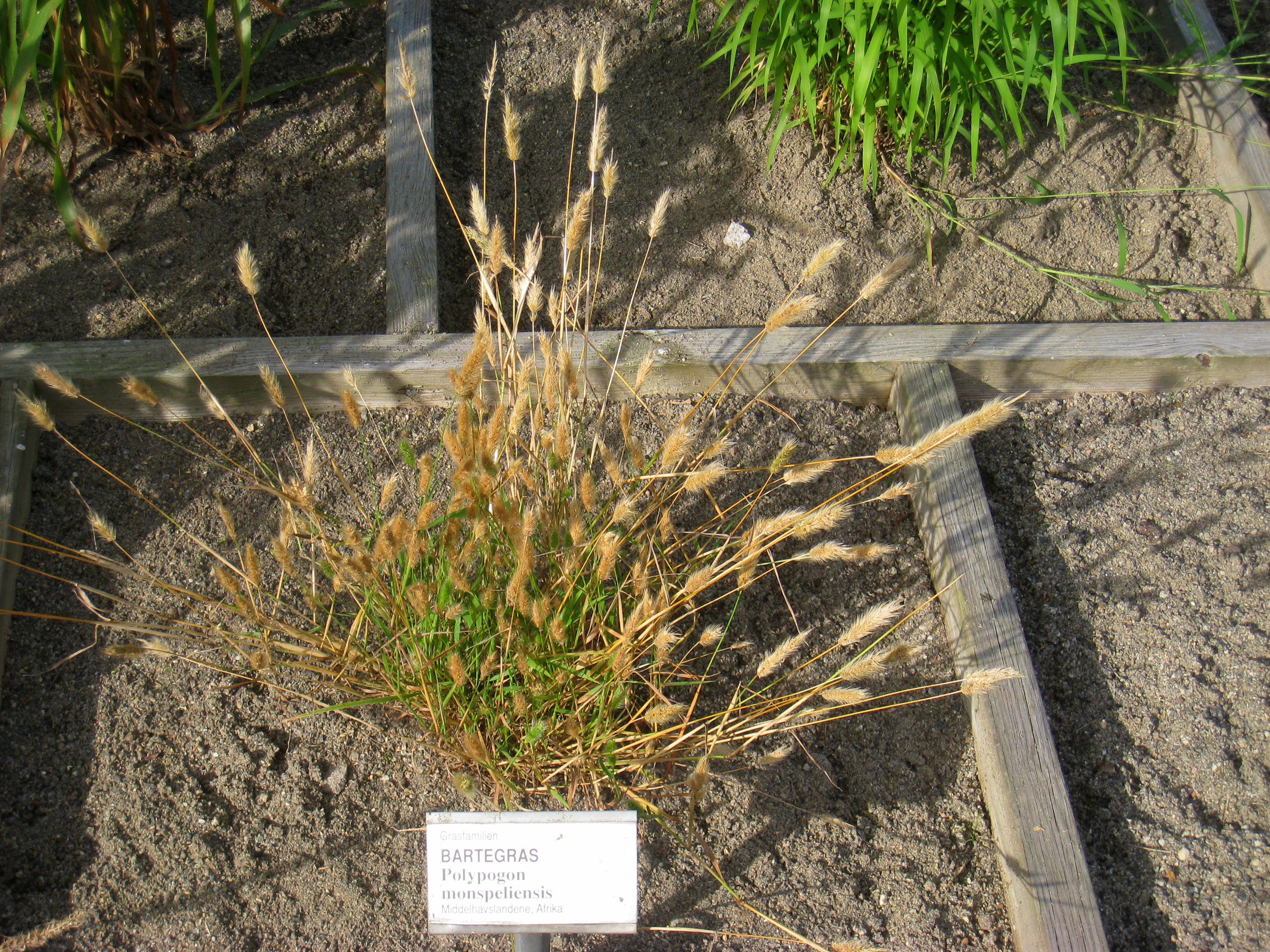